# Fahriye Evcen
Fahriye Evcen (Solingen, 4 juni 1986) is een in Duitsland geboren Turks actrice.

## Biografie
Evcen werd in Solingen (Duitsland) geboren als dochter van Turkse gastarbeiders. Haar moederskant is van Circassische afkomst, terwijl haar vaderlijke familie van Turkse afkomst is uit Kavala (Griekenland). Op jonge leeftijd, toen ze op vakantie was in Turkije, nam ze deel aan een programma van Oya Aydoğan, die haar introduceerde bij producer İbrahim Mertoğlu. Terwijl ze sociologie studeerde aan de Heinrich Heine-Universiteit in Düsseldorf, kreeg ze een aanbod om als actrice aan een tv-serie te werken. Evcen verhuisde naar Istanboel en kreeg veel bekendheid met het personage van Necla in de tv-serie Yaprak Dökümü. Haar eerste filmdebuut met de film Cennet, uitgebracht in 2008, en in hetzelfde jaar kreeg ze een hoofdrol in de film Aşk Tutulması. Aangezien Evcen haar studie in Duitsland nog niet had afgerond, schreef ze zich in aan de Boğaziçi Universiteit en studeerde geschiedenis. Ze speelde later het personage Feride in de tv-serie Çalıkuşu, geproduceerd door TİMS Productions. Ze speelde later in de film Aşk Sana Benzer. In 2017 speelde ze in de tv-serie Ölene Kadar met Engin Akyürek, maar ook in de film Sonsuz Aşk.

## Privé
Evcen verloofde zich op 9 maart 2017 met acteur Burak Özçivit in Duitsland. Ze trouwden op 29 juni 2017 in Istanboel. Het echtpaar verwelkomde op 13 april 2019 hun eerste zoon.

## Filmografie
- 2005: Asla Unutma
- 2006: Hasret, Songül
- 2006–2010: Yaprak Dökümü, Necla
- 2008: Aşk Tutulması, Pınar
- 2008: Cennet
- 2010: Signoria Enrice
- 2010: Takiye: Allah’ın Yolunda
- 2011: Yalanci Bahar
- 2012: Veda
- 2012: Evim Sensin
- 2013–2014: Çalıkuşu
- 2014-: Kurt Seyit Ve Sura
- 2015: Aşk Sana Benzer
- 2017: Ölene Kadar
- 2017: Sonsuz Aşk